# NGC 1486
NGC 1486 је спирална галаксија у сазвежђу Еридан која се налази на NGC листи објеката дубоког неба.
Деклинација објекта је - 21° 49' 15" а ректасцензија 3h 56m 18,8s. Привидна величина (магнитуда) објекта NGC 1486 износи 14,4 а фотографска магнитуда 15,2. NGC 1486 је још познат и под ознакама ESO 549-37, MCG -4-10-8, PGC 14132.